# La Folie Almayer
La Folie Almayer is een Belgisch-Franse dramafilm uit 2011 onder regie van Chantal Akerman. Het scenario is gebaseerd op de roman Almayer's Folly (1895) van de Pools-Britse auteur Joseph Conrad.

## Verhaal
Almayer is Nederlandse koopman in Maleisië, wanneer daar in de jaren '50 een revolutie plaatsvindt tegen de Britse koloniale machthebbers. Hij hoopt dat zijn dochter Nina ooit zal trouwen met een rijke man. Door zijn hebzucht, trots en vooroordelen stort hij hen beiden in het ongeluk.

## Rolverdeling
| Acteur           | Personage        |
| ---------------- | ---------------- |
| Stanislas Merhar | Almayer          |
| Marc Barbé       | Kapitein Lingard |
| Aurora Marion    | Nina             |
| Zac Andrianasolo | Daïn             |
| Sakhna Oum       | Zahira           |
| Solida Chan      | Chen             |
| Sun Yucheng      | Kapitein Tom Li  |
| Bunthang Khim    | Ali              |